# Robert Rösler
Robert Rösler, álnevén Julius Rösler-Mühlfeld vagy Julius Mühlfeld, magyarosan Mühlfeld Gyula (Köthen, 1840. január 6. – Königsberg, 1881. május 18.) német regényíró.

## Élete
Könyvkereskedő volt, 1872-ben a Königsbergben megjelenő Hartung'sche Zeitung, 1877-80-ban a Deutscher szerkesztője volt. Összegyűjtött munkái Berlinben jelentek meg 1880-ban, öt kötetben.

## Művei

### Költemények
- Wilde Veilchen (1859)
- Cyanen (Anklam 1866, 2. kiad. 1862)
- Theodor Körner, ein deutsches Lebensbild (uo. 1862, 2. kiadás 1863)

### Regények
- Ehre (Bécs 1862, 4 kötet)
- Unterm Verhängniss (Lipcse 1864, 2 kötet)
- Pater Bernhard (Anklam 1865, 2 kötet, 3. kiadás Zerbst 1871)
- Fürs Vaterland (Jena 1866, 2 kötet)
- Bis zum Schafott (Lipcse 1868)
- 1866 (uo. 1888)
- Freie Bahn (uo. 1869, 3 kötet)
- Im Bann der Schuld (Gumbinnen 1871, 3 kötet)
- Matthisson und Adelaide (Berlin 1872)
- Die alte Durchlaucht (Lipcse 1877)
- Die Erben v. Moosdorf (Berlin 1887)

### Dráma
- Der Herzog von Reichstadt (Köthen 1866, 2. kiad. Königsberg 1873)

### Történelmi munkák
- Gefangen und befreit: Vaterländisches Gemälde aus den Jahren 1806–1814 (Kober & Markgraf, 1860)
- Zwanzig Jahre Weltgeschichte von 1848-68 (Lipcse 1869, 2 kötet)
- Aus dem tollen Jahr, Federzeichnungen aus 1848 (Bréma 1873)
- Die Gesellschaft Jesu (Königsberg 1873)

## Magyarul
- Mühlfeld Gyula: Egy csepp vér. Regény; ford. B. J.; s.n., s.l., 188?